# 1912年牙买加飓风
1912年牙买加飓风（英語：1912 Jamaica hurricane）是这年11月在牙买加缓慢徘徊、降下瓢泼大雨并引发重大洪灾的一个热带气旋，也是1912年大西洋飓风季的最强风暴，于11月11日清晨经西南加勒比海的低气压区发展而成。气旋起初缓慢向西北移动，之后转向东北偏北，于11月13日达到飓风强度。接下来风暴继续缓慢增强，但转向东北移动后强化速度有所加快。11月17日清晨，气旋达到持续风速每小时185公里的最高强度，在现代萨菲尔-辛普森飓风等级下已达三级飓风标准。风暴继续向东北偏北移动，于11月18日从牙买加内格里尔附近登陆。飓风上岸后不断减弱，之后又回到加勒比海，于11月20日在牙买加北侧弱化成热带风暴。气旋向西穿越加勒比海，最终于11月22日在大开曼西南方向洋面逐渐消散。
牙买加降下暴雨，部分地区降雨量高达910毫米。该岛北部和东部多座桥梁严重受损，飓风产生的狂风将约四分之一的香蕉树摧毁，多地电报线路中断，铁轨也受到狂风暴雨的沉重打击。岛屿周边海域波涛汹涌，滨海萨凡纳几乎被完全摧毁，有42人丧生。牙买加西部约有100幢民宅被毁，5000套建筑受损或毁于一旦。整个牙买加约有100人遇难，损失数额约150万美元（1912年美元）。此外，气旋还在古巴关塔那摩湾区域引发大面积洪灾，共夺走五条人命。

## 气象历史
1912年11月10日，伊斯帕尼奥拉岛以南的中加勒比海出现低气压区，这片低气压区便是1912年牙买加飓风的源头。虽然低气压区可能是由数天前穿越小安的列斯群岛的东风波催生，但由于缺乏东加勒比海的观测数据而无法确定。11月11日清晨，系统内发展出闭合环流，气象机构因此于协调世界时早上6点将位于巴拿马科隆省波尔托韦洛区卡西克（Cacique）以北约180公里洋面的天气系统归类成热带风暴。这片海域的气压也持续下降，证明有热带天气系统正在发展并聚拢。气旋缓慢北上，强度起初一直偏弱，但还是经逐渐强化于11月13日下午18点在尼加拉瓜以东达到现代萨菲尔-辛普森飓风等级下的一级飓风标准。此时风暴中心附近的船只测得992毫巴（百帕，29.3英寸汞柱）气压值。
气旋成为飓风后继续缓慢强化，并在转向东北后加快增强速度。11月18日，风暴达到风力时速185公里的最高强度，已属三级飓风标准。气象学界一度认为气旋的最高强度达到四级飓风标准，但经重新分析后降为三级。风暴规模相对较小，于11月18日晚沿牙买加西海岸登陆。南内格里尔角（South Negril Point）在飓风登陆时测得965毫巴（百帕，28.5英寸汞柱）气压，这也是文献记载中本场风暴的最低气压值。虽然在陆地上行进的时间很短，但气旋登陆后依然急剧减弱，并且回到加勒比海后仍在继续快速弱化。11月20日，飓风在古巴以南洋面减弱成热带风暴。由于此时这片海域的地面观测数据模凌两可，不足以做出准确判断，气象机构起初认为风暴应该是逐渐北上穿过大西洋抵达纽芬兰与拉布拉多，但也可能登陆纽约州。经过现代重新分析，气象学家认定气旋是向西经过加勒比海，在此期间缓慢减弱，最终于11月22日在洪都拉斯北面逐渐消散。

## 影响和善后
尚在南加勒比海发展时，飓风的外围雨带就在牙买加圣托马斯区、波特兰区、圣安德鲁区和圣玛丽区产生极端降水。10月10至12日，当地降雨总量高达910毫米，引发大面积洪灾并导致多条道路受损。牙买加东部和北部有多座桥梁受到重创。雨带产生的狂风还将大量香蕉植株刮倒，损失数量估计约占总量的四分之一，联合果品公司因此蒙受重大损失，多个香蕉种植园申报的损失高达60%。1912年8月，当地香蕉产业还因另一场飓风经过受到严重破坏，11月的这场风暴更令灾情雪上加霜。岛上灾情随气旋逼近海岸线而进一步恶化，铁轨受到狂风暴雨的严重破坏，多条电报线路断裂，致使岛上通讯中断。
狂风和大浪导致许多树木连根拔起，多艘船只失事。滨海萨凡纳几乎被完全摧毁，当地多所教堂受到重创。格林岛（Green Island）、卢西和内格里尔也几乎被完全摧毁，其中内格里尔有一座教堂只剩部分房体依然屹立。蒙特哥贝至少有300人流离失所，许多人家园毁于一旦后只能暂时寄住在当地法院，该市共有42人遇难。海岸沿线另有多个码头被狂风和大浪卷走。牙买加西部约有100套民房被毁，另有约5000幢建筑受损或被毁。牙买加总督第一世奥利维尔男爵西德尼·奥利维尔（Sydney Olivier, 1st Baron Olivier）亲自评估该岛西部灾情，英属牙买加政府下令出动300炮兵，把包括300顶帐篷在内的各种救灾物资送往灾区。此外，当地还筹资为无家可归者提供援助。
古巴主要是关塔那摩湾受到风暴影响，当地发生大面积洪灾，共有五人死亡，其中四人是遇溺的渔夫，另一人因房屋倒塌伤重不治。